# Monument à Charles Surugue
Le monument à Charles Surugue est une œuvre située boulevard de la Chaînette, à Auxerre.
Consacré à Charles Surugue, un ancien maire d'Auxerre et engagé volontaire à l'âge de 76 ans dans la Première Guerre mondiale qui lui vaut le surnom de « plus vieux poilu de France », le monument date de 1930,,.
Le monument est inscrit aux Monuments historiques depuis 2016.